# Georg Cufodontis
Georg Cufodontis (3 d'agost de 1896 a Trieste - 18 de novembre de 1974) va ser un botànic, pteridòleg i explorador austríac.